# Klapa

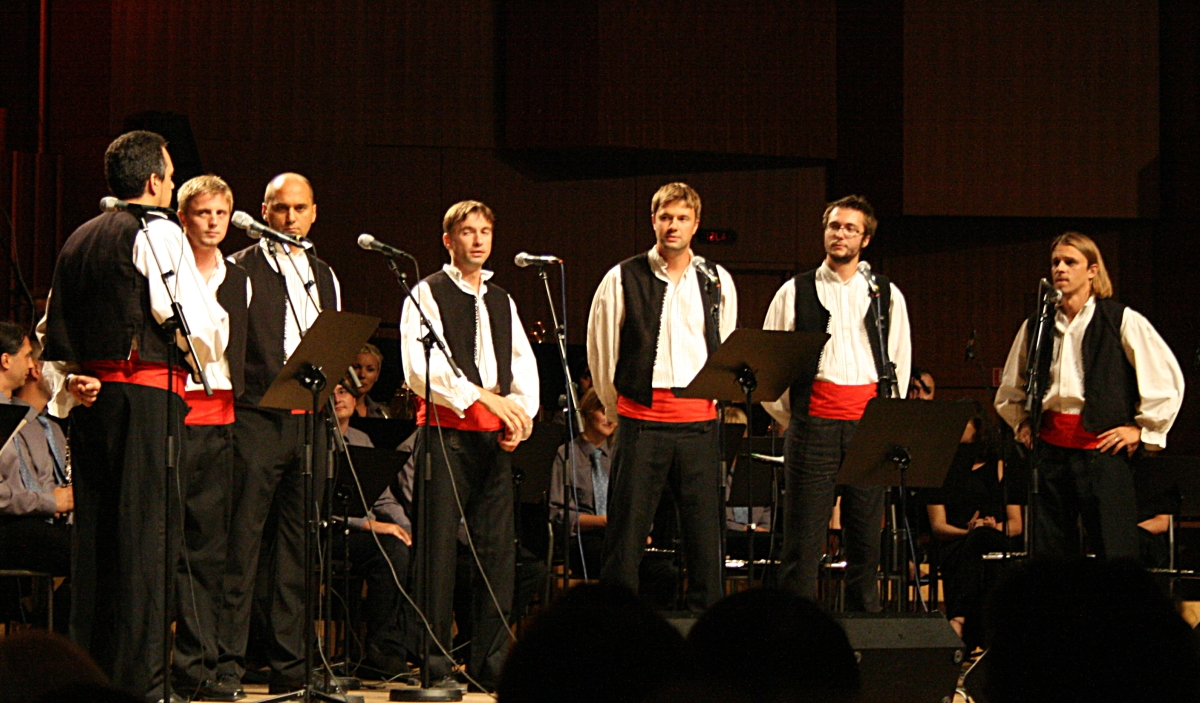
Il gruppo klapa Sagena in concerto.

La klapa (lett. "compagnia" oppure gruppo di amici) è una forma di musica tradizionale dalmata. Con il termine si definiscono sia il tipo di musica che i gruppi musicali che la praticano.
Si contraddistingue da altri generi di musica tradizionale per essere di tipo corale a cappella, con però la possibilità di accompagnamento di un singolo mandolino o chitarra.
Pur essendo di origine liturgica, si caratterizzerà in seguito per un repertorio in gran parte profano, celebrando l'amore, il vino ed il cibo, l'identità regionale, ma anche (ed è un suo aspetto peculiare) temi alti quali la fede, l'amore di patria e la celebrazione degli eroi nazionali (vedasi per esempio Lipo Ime (O bel nome) dedicato alla celebrazione della figura di Marko Marulić).
È, nella sua forma classica, rigorosamente a voci pari, con netta prevalenza numerica di gruppi maschili.
Altri elementi caratteristici sono il numero limitato di componenti, non superiore alla dozzina, con un primo tenore, un secondo, un baritono e un basso, eventualmente raddoppiabili nel numero con l'eccezione del primo tenore (e quando presente, dell'accompagnatore strumentale). La musica si caratterizza poi per una accentuazione della melodia e dell'armonia, a discapito del ritmo.
Accanto ai gruppi professionali rimane però anche forte la tradizione del canto spontaneo ed informale. La definizione di musica tradizionale non deve infatti ingannare, lungi da essere qualcosa di passato e concluso, la klapa è tuttora una forma musicale vivissima in Dalmazia e in tutta la Croazia con continua produzione di nuovi testi, e con festival ad essa dedicati, tra i quali il più importante è quello di Almissa.
Dalla fine degli anni ’90 dopo l’indipendenza croata è poi notevolmente rifiorito questo tipo di musica, tanto da far parlare di Klapa Renaissance, caratterizzata da un ulteriore rilancio di popolarità, anche tra i giovani, e nello stesso tempo da una ripresa e un ritorno ai suoi tratti più caratterizzanti. Esempio più eclatante di questo rilancio è stato sicuramente il concerto Ne damo te, pismo naša (It. Non ti abbandoniamo, o canto nostro), tenuto il 3 settembre 2006 allo stadio Poljud di Spalato e che vide la riunione, di fronte a 30000 spettatori, dei gruppi più importanti e conosciuti.
Il gruppo Klapa s mora, formato da elementi di varie Klapa, ha rappresentato la Croazia all’Eurovision Song Contest 2013, tenutosi a Malmö in Svezia, con la canzone "Mizerija".